# Xử lý nước thải
Xử lý nước thải (hoặc xử lý nước thải sinh hoạt, xử lý nước thải đô thị) là một loại xử lý nước thải nhằm loại bỏ chất ô nhiễm từ nước thải để tạo ra một chất thải lỏng phù hợp để xả ra môi trường xung quanh hoặc ứng dụng tái sử dụng dự định, do đó ngăn chặn ô nhiễm nước từ việc xả nước thải nguyên chất. Nước thải chứa nước thải từ các hộ gia đình và doanh nghiệp và có thể đã được xử lý sơ bộ xử lý nước thải công nghiệp. Có rất nhiều quy trình xử lý nước thải để lựa chọn. Những quy trình này có thể từ hệ thống nước thải phân tán (bao gồm các hệ thống xử lý tại chỗ) đến các hệ thống trung tâm lớn bao gồm một mạng lưới ống dẫn và trạm bơm (gọi là hệ thống cấp thoát nước) để dẫn nước thải đến nhà máy xử lý. Đối với các thành phố có hệ thống thoát nước tổng hợp, các cống rãnh cũng sẽ dẫn dòng chảy đô thị (nước mưa) đến nhà máy xử lý nước thải. Quá trình xử lý nước thải thường bao gồm hai giai đoạn chính, được gọi là giai đoạn sơ cấp và xử lý thứ cấp, trong khi xử lý nâng cao cũng bao gồm một giai đoạn xử lý thứ ba với các quy trình đánh bóng và loại bỏ dưỡng chất. Xử lý thứ cấp có thể giảm chất hữu cơ (được đo bằng nhu cầu oxy hóa sinh học) từ nước thải, sử dụng quá trình sinh học dưới điều kiện có oxy hoặc không có oxy.
Một số lượng lớn các công nghệ xử lý nước thải đã được phát triển, chủ yếu sử dụng các quy trình xử lý sinh học. Các kỹ sư thiết kế và người ra quyết định cần xem xét tiêu chí kỹ thuật và kinh tế của mỗi phương án khi lựa chọn công nghệ phù hợp. Thường thì, tiêu chí chính để lựa chọn là: chất lượng chất thải mong muốn, chi phí xây dựng và vận hành dự kiến, diện tích đất có sẵn, nhu cầu năng lượng và các khía cạnh bền vững. Ở các nước đang phát triển và ở các khu vực nông thôn với mật độ dân số thấp, nước thải thường được xử lý bởi các hệ thống vệ sinh tại chỗ và không được dẫn đi qua hệ thống cống rãnh. Những hệ thống này bao gồm bể phốt kết nối với cánh đồng thải, các hệ thống xử lý nước thải tại chỗ (OSS), hệ thống vermifilter và nhiều hơn nữa. Mặt khác, nhà máy xử lý nước thải tiên tiến và tương đối đắt đỏ ở các thành phố có thể mua chúng có thể bao gồm xử lý cấp ba với khử trùng và có thể thậm chí có một giai đoạn xử lý thứ tư để loại bỏ các chất ô nhiễm vi mô.
Ở cấp độ toàn cầu, ước tính có 52% nước thải được xử lý. Tuy nhiên, tỷ lệ xử lý nước thải rất không đồng đều giữa các quốc gia trên thế giới. Ví dụ, trong khi các quốc gia thu nhập cao xử lý khoảng 74% nước thải của họ, các quốc gia đang phát triển chỉ xử lý trung bình 4,2%.
Việc xử lý nước thải là một phần của lĩnh vực vệ sinh. Vệ sinh cũng bao gồm việc quản lý phân người và chất thải rắn cũng như quản lý nước mưa (thoát nước). Thuật ngữ nhà máy xử lý nước thải thường được sử dụng đồng nghĩa với thuật ngữ nhà máy xử lý nước thải.

## Thuật ngữ

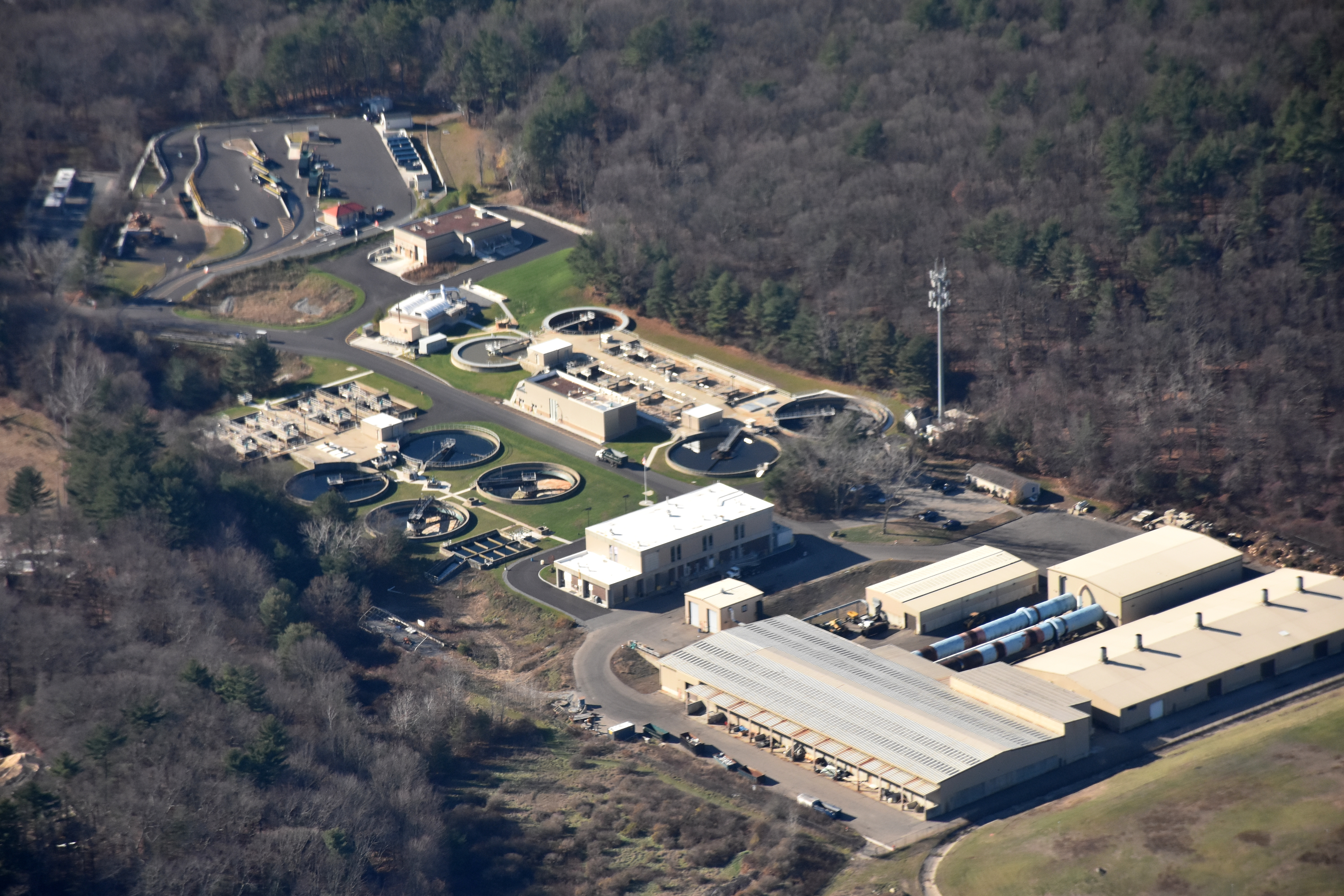
Nhà máy xử lý nước thải bằng phương pháp kích hoạt bùn ở Massachusetts, Hoa Kỳ

Thuật ngữ nhà máy xử lý nước thải (STP) (hoặc công trình xử lý nước thải) ngày nay thường được thay thế bằng thuật ngữ nhà máy xử lý nước thải (WWTP). Nói chính xác, thuật ngữ sau là một thuật ngữ rộng hơn có thể cũng chỉ đến xử lý nước thải công nghiệp.
Các thuật ngữ trung tâm tái chế nước hoặc nhà máy tái sinh nước cũng được sử dụng như những từ đồng nghĩa.

## Đặc điểm nước thải
Các giá trị tiêu chuẩn cho các đặc tính vật lý-hóa học của nước thải thô ở các Quốc gia đang phát triển đã được công bố như sau: 180 g/người/ngày cho chất rắn tổng số (hoặc 1100 mg/L khi biểu thị dưới dạng nồng độ), 50 g/người/ngày cho BOD (300 mg/L), 100 g/người/ngày cho COD (600 mg/L), 8 g/người/ngày cho nitơ tổng số (45 mg/L), 4.5 g/người/ngày cho amoniac-N (25 mg/L) và 1.0 g/người/ngày cho phốt pho tổng số (7 mg/L). Phạm vi tiêu chuẩn cho các giá trị này là: 120–220 g/người/ngày cho chất rắn tổng số (hoặc 700–1350 mg/L khi biểu thị dưới dạng nồng độ), 40–60 g/người/ngày cho BOD (250–400 mg/L), 80–120 g/người/ngày cho COD (450–800 mg/L), 6–10 g/người/ngày cho nitơ tổng số (35–60 mg/L), 3.5–6 g/người/ngày cho amoniac-N (20–35 mg/L) và 0.7–2.5 g/người/ngày cho phốt pho tổng số (4–15 mg/L).
Đối với các quốc gia có thu nhập cao, "lượng chất hữu cơ mỗi người" đã được tìm thấy là khoảng 60 gram BOD mỗi người mỗi ngày. Điều này được gọi là số dân tương đương (PE) và cũng được sử dụng như một tham số so sánh để biểu thị độ mạnh của xử lý nước thải công nghiệp so với nước thải.

## Lịch sử
Lịch sử của việc xử lý nước thải có những phát triển sau: Bắt đầu với việc sử dụng đất (trang trại nước thải) vào những năm 1840 ở Anh, tiếp theo là việc xử lý hóa học và làm rắn nước thải trong các bể, sau đó là việc xử lý sinh học vào cuối thế kỷ 19, dẫn đến sự phát triển của quá trình bùn hoạt tính bắt đầu từ năm 1912.
Cho đến cuối thế kỷ 19, mới có khả năng xử lý nước thải bằng cách phân giải sinh học các thành phần hữu cơ thông qua việc sử dụng vi sinh vật và loại bỏ chất ô nhiễm. Việc xử lý trên đất cũng dần trở nên không khả thi, khi các thành phố phát triển và khối lượng nước thải sản xuất không thể tiếp tục được hấp thụ bởi các cánh đồng ngoại ô.
Edward Frankland đã tiến hành thí nghiệm tại trang trại xử lý nước thải ở Croydon, Anh, trong thập kỷ 1870 và đã chứng minh được rằng việc lọc nước thải thông qua đá cuội có thể tạo ra một chất thải lỏng đã được nitrat hóa (ammonia đã được chuyển đổi thành nitrat) và bộ lọc không bị tắc nghẽn trong thời gian dài. Điều này đã khẳng định khả năng cách mạng lúc bấy giờ là việc xử lý sinh học nước thải bằng cách sử dụng giường liên hệ để oxy hóa chất thải. Khái niệm này đã được chấp nhận bởi hóa sĩ trưởng cho Metropolitan Board of Works London, William Libdin, vào năm 1887:
... rất có thể cách tốt nhất để làm sạch nước thải... sẽ là tách bùn ra trước, sau đó biến nó thành chất thải lỏng trung tính... giữ nó trong một thời gian đủ lâu, trong thời gian đó nó nên được cung cấp đầy đủ không khí, và cuối cùng, xả nó ra dòng chảy trong tình trạng đã được làm sạch. Đây thực sự là mục tiêu mà người ta đang hướng tới và thực hiện một cách không hoàn hảo trên một trang trại xử lý nước thải.
Từ năm 1885 đến 1891, các bộ lọc hoạt động theo nguyên lý này đã được xây dựng trên khắp Vương quốc Anh và ý tưởng này cũng được áp dụng tại Lawrence Experiment Station ở Massachusetts, Hoa Kỳ, nơi công trình của Frankland được xác nhận. Năm 1890, LES đã phát triển một 'bộ lọc nhỏ giọt' mang lại hiệu suất hoạt động đáng tin cậy hơn nhiều.
Giường liên hệ đã được phát triển ở Salford, Lancashire và bởi các nhà khoa học làm việc cho Hội đồng Thành phố London vào đầu những năm 1890. Theo Christopher Hamlin, đây là một phần của cuộc cách mạng khái niệm thay thế cho triết lý xem "sự tinh khiết hóa nước thải là việc ngăn chặn sự phân hủy bằng một cách thức cố gắng tạo điều kiện cho quá trình sinh học tự nhiên phá hủy nước thải."
Giường liên hệ là những thùng chứa chất không hoạt động, như đá hoặc đá phiến, nhằm tối đa hóa diện tích có sẵn cho sự sinh trưởng vi khuẩn để phân giải nước thải. Nước thải được giữ trong thùng cho đến khi nó hoàn toàn bị phân hủy và sau đó nó được lọc ra mặt đất. Phương pháp này nhanh chóng trở nên phổ biến, đặc biệt là tại Vương quốc Anh, nơi nó được sử dụng ở Leicester, Sheffield, Manchester và Leeds. Giường vi khuẩn cũng được phát triển đồng thời bởi Joseph Corbett khi là Kỹ sư Thành phố tại Salford và các thí nghiệm vào năm 1905 cho thấy phương pháp của ông vượt trội hơn vì có thể lọc sạch được khối lượng nước thải lớn hơn trong thời gian dài hơn so với giường liên hệ.
Ủy ban Hoàng gia về Xử lý Nước Thải đã công bố báo cáo thứ tám của mình vào năm 1912 đặt ra những tiêu chuẩn trở thành tiêu chuẩn quốc tế cho việc xả nước thải vào sông; tiêu chuẩn '20:30', cho phép "2 phần trên trăm nghìn" của Nhu cầu oxy hóa hóa sinh và "3 phần trên trăm nghìn" của chất rắn lơ lửng.

## Mục đích và tổng quan
Mục tiêu tổng thể của việc xử lý nước thải là tạo ra một chất thải lỏng có thể được thải ra môi trường trong khi gây ra ít ô nhiễm nước nhất có thể, hoặc để tạo ra một chất thải lỏng có thể được tái sử dụng một cách hữu ích. Điều này được thực hiện bằng cách loại bỏ các chất ô nhiễm từ nước thải. Đây là một hình thức của quản lý chất thải.
Đối với việc xử lý sinh học nước thải, các mục tiêu xử lý có thể bao gồm các mức độ khác nhau của những điều sau: biến đổi hoặc loại bỏ chất hữu cơ, chất dinh dưỡng (nitơ và phốt pho), các loại vi sinh vật gây bệnh, và các thành phần hữu cơ vi lượng cụ thể (vi chất ô nhiễm).:548
Một số loại xử lý nước thải tạo ra bùn thải có thể được xử lý trước khi an toàn loại bỏ hoặc tái sử dụng. Trong một số trường hợp, bùn thải đã được xử lý có thể được gọi là chất rắn sinh học và có thể được sử dụng như một loại phân bón.

## Tình hình toàn cầu

Tỷ lệ nước thải gia đình được xử lý an toàn (năm 2018)

Trước thế kỷ 20 ở châu Âu, các hệ thống cống thường đổ ra một cơ thể nước như sông, hồ, hoặc đại dương. Không có việc xử lý, vì vậy việc phân giải chất thải con người được để cho hệ sinh thái. Điều này có thể dẫn đến kết quả khá tốt nếu khả năng hấp thụ của hệ sinh thái đủ mạnh, điều mà ngày nay thường không thường xuyên xảy ra do mật độ dân số tăng lên.:78
Ngày nay, tình hình ở các khu vực đô thị của các nước công nghiệp thường là hệ thống cống đưa nội dung của chúng đến nhà máy xử lý nước thải thay vì trực tiếp đến một cơ thể nước. Tuy nhiên, ở nhiều quốc gia đang phát triển, phần lớn nước thải đô thị và công nghiệp được thải vào sông và đại dương mà không hề được xử lý hoặc chỉ sau khi được xử lý sơ bộ hoặc xử lý chính. Việc làm như vậy có thể dẫn đến ô nhiễm nước. Hiếm có con số tin cậy về tỷ lệ nước thải thu thập trong hệ thống cống mà được xử lý trên thế giới. Một ước tính toàn cầu của UNDP và UN-Habitat vào năm 2010 là 90% tất cả nước thải được tạo ra đều được thải vào môi trường mà không hề được xử lý. Một nghiên cứu gần đây hơn vào năm 2021 ước tính rằng trên toàn cầu, khoảng 52% nước thải được xử lý. Tuy nhiên, tỷ lệ xử lý nước thải rất không đồng đều giữa các quốc gia trên thế giới. Ví dụ, trong khi các quốc gia có thu nhập cao xử lý khoảng 74% lượng nước thải của họ, các quốc gia đang phát triển chỉ xử lý trung bình khoảng 4,2%. Tính đến năm 2022, mà không có việc xử lý đầy đủ, hơn 80% tất cả nước thải được tạo ra trên toàn cầu được thải ra môi trường. Các quốc gia có thu nhập cao xử lý, trung bình, 70% lượng nước thải mà họ sản xuất, theo UN Water. Chỉ có 8% nước thải sản xuất ở các quốc gia có thu nhập thấp nhận được bất kỳ loại hình xử lý nào.
Chương trình Giám sát chung (JMP) cho Cung cấp Nước và Vệ sinh của WHO và UNICEF báo cáo vào năm 2021 rằng 82% số người có kết nối với hệ thống thoát nước được kết nối với các nhà máy xử lý nước thải cung cấp ít nhất xử lý cấp hai.:55Tuy nhiên, giá trị này thay đổi rất nhiều giữa các khu vực. Ví dụ, ở Châu Âu, Bắc Mỹ, Bắc Phi và Tây Á, tổng cộng 31 quốc gia có hệ thống xử lý nước thải toàn diện (> 99%). Tuy nhiên, ở Albania, Bermuda, Bắc Macedonia và Serbia "ít hơn 50% nước thải thông qua hệ thống thoát nước nhận được xử lý cấp hai hoặc tốt hơn" và ở Algeria, Lebanon và Libya, chỉ có ít hơn 20% nước thải thông qua hệ thống thoát nước được xử lý. Báo cáo cũng phát hiện rằng "toàn cầu, 594 triệu người có kết nối đường ống thoát nước không nhận được xử lý đầy đủ. Nhiều người khác được kết nối với các nhà máy xử lý nước thải không cung cấp xử lý hiệu quả hoặc tuân thủ yêu cầu về chất thải.".:55

### Mục tiêu toàn cầu
Mục tiêu Phát triển Bền vững 6 có Mục tiêu 6.3 được đặt ra như sau: "Đến năm 2030, cải thiện chất lượng nước bằng cách giảm ô nhiễm, loại bỏ việc đổ rác và giảm thiểu việc thải ra các chất hóa học và vật liệu nguy hiểm, giảm một nửa tỷ lệ nước thải chưa được xử lý và tăng mạnh việc tái chế và tái sử dụng an toàn toàn cầu." Chỉ số tương ứng 6.3.1 là "tỷ lệ nước thải được xử lý an toàn". Dự kiến sản lượng nước thải sẽ tăng 24% vào năm 2030 và tăng 51% vào năm 2050.
Dữ liệu vào năm 2020 cho thấy vẫn còn quá nhiều nước thải gia đình chưa được thu gom: Chỉ 66% tổng lượng nước thải gia đình đã được thu gom tại các cơ sở xử lý vào năm 2020 (điều này được xác định từ dữ liệu từ 128 quốc gia).:17 Dựa trên dữ liệu từ 42 quốc gia vào năm 2015, báo cáo nói rằng "32% tổng lượng nước thải từ các nguồn cố định đã nhận được ít nhất một số xử lý".:17 Đối với nước thải đã thực sự được thu gom tại các nhà máy xử lý nước thải trung tâm, khoảng 79% đã được xử lý an toàn vào năm 2020.:18

## Tác động môi trường
Các nhà máy xử lý nước thải có thể có ảnh hưởng đáng kể đến tình trạng sinh vật của các vùng nước tiếp nhận và có thể gây ra một số ô nhiễm nước, đặc biệt nếu quy trình xử lý được sử dụng chỉ là cơ bản. Ví dụ, đối với các nhà máy xử lý nước thải không loại bỏ chất dinh dưỡng, ô nhiễm do dinh dưỡng quá mức của các vùng nước tiếp nhận có thể là một vấn đề.
Ô nhiễm nước là sự ô nhiễm các cơ thể nước, thường là kết quả của các hoạt động của con người, khiến nó ảnh hưởng tiêu cực đến các mục đích sử dụng của nó. Các cơ thể nước bao gồm hồ, sông, đại dương, tầng nước ngầm, hồ chứa nước và nước ngầm. Ô nhiễm nước xảy ra khi các chất ô nhiễm trộn với những cơ thể nước này. Chất ô nhiễm có thể đến từ một trong bốn nguồn chính: thải nước thải, hoạt động công nghiệp, hoạt động nông nghiệp, và dòng chảy đô thị bao gồm nước chảy dọc mặt đất. Ô nhiễm nước hoặc là ô nhiễm nước mặt hoặc ô nhiễm nước ngầm. Hình thức ô nhiễm này có thể dẫn đến nhiều vấn đề, như phá hủy môi trường của hệ sinh thái thuỷ sinh hoặc lây lan bệnh truyền qua nước khi mọi người sử dụng nước bị ô nhiễm để uống hoặc tưới tiêu. Một vấn đề khác là ô nhiễm nước giảm các dịch vụ hệ sinh thái (như cung cấp nước uống) mà nguồn tài nguyên nước sẽ cung cấp.

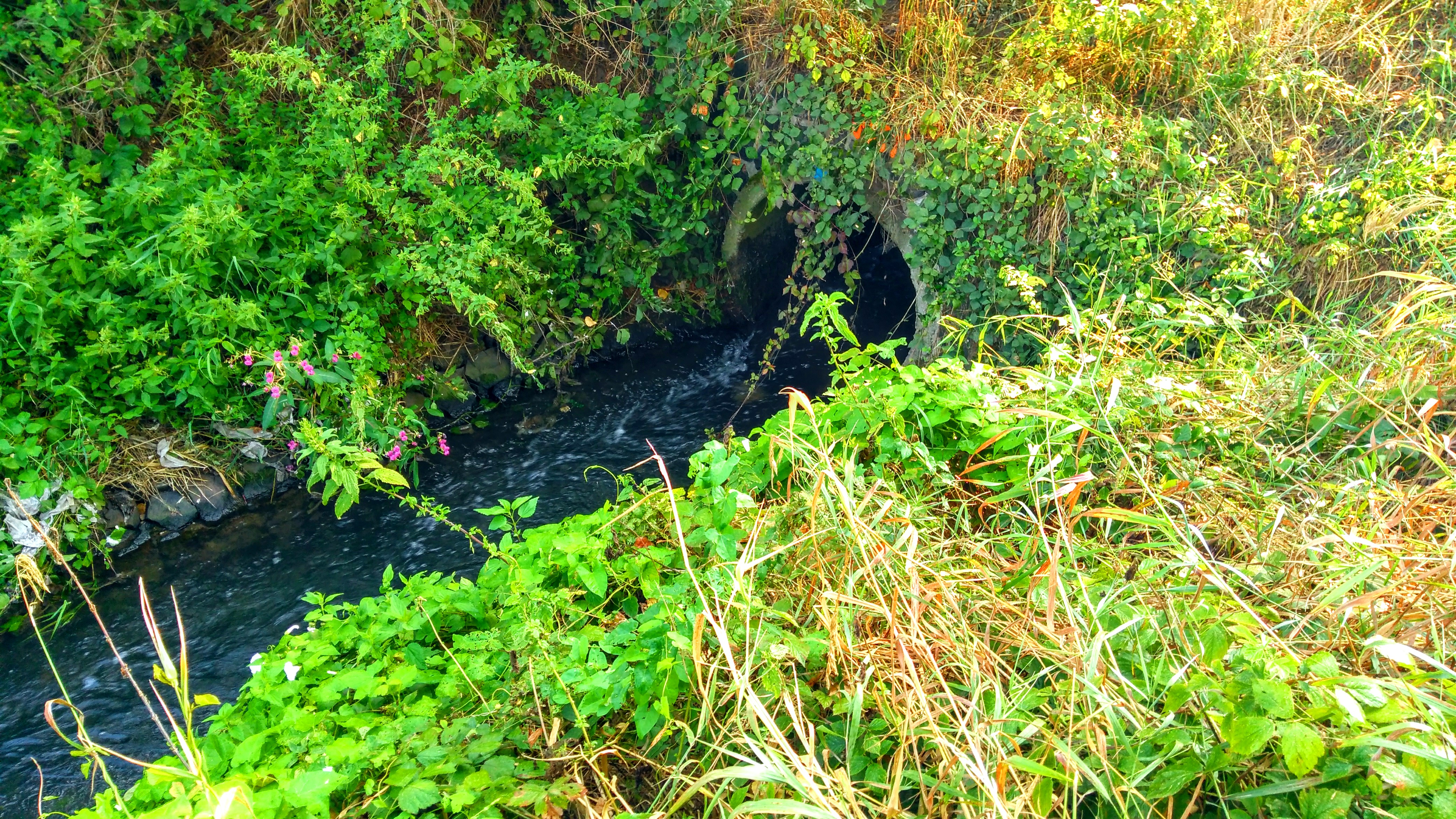
Nước thải đã xử lý từ nhà máy xử lý nước thải ở Děčín, Cộng hòa Séc, được thải ra các vùng nước mặt.

## Tái sử dụng

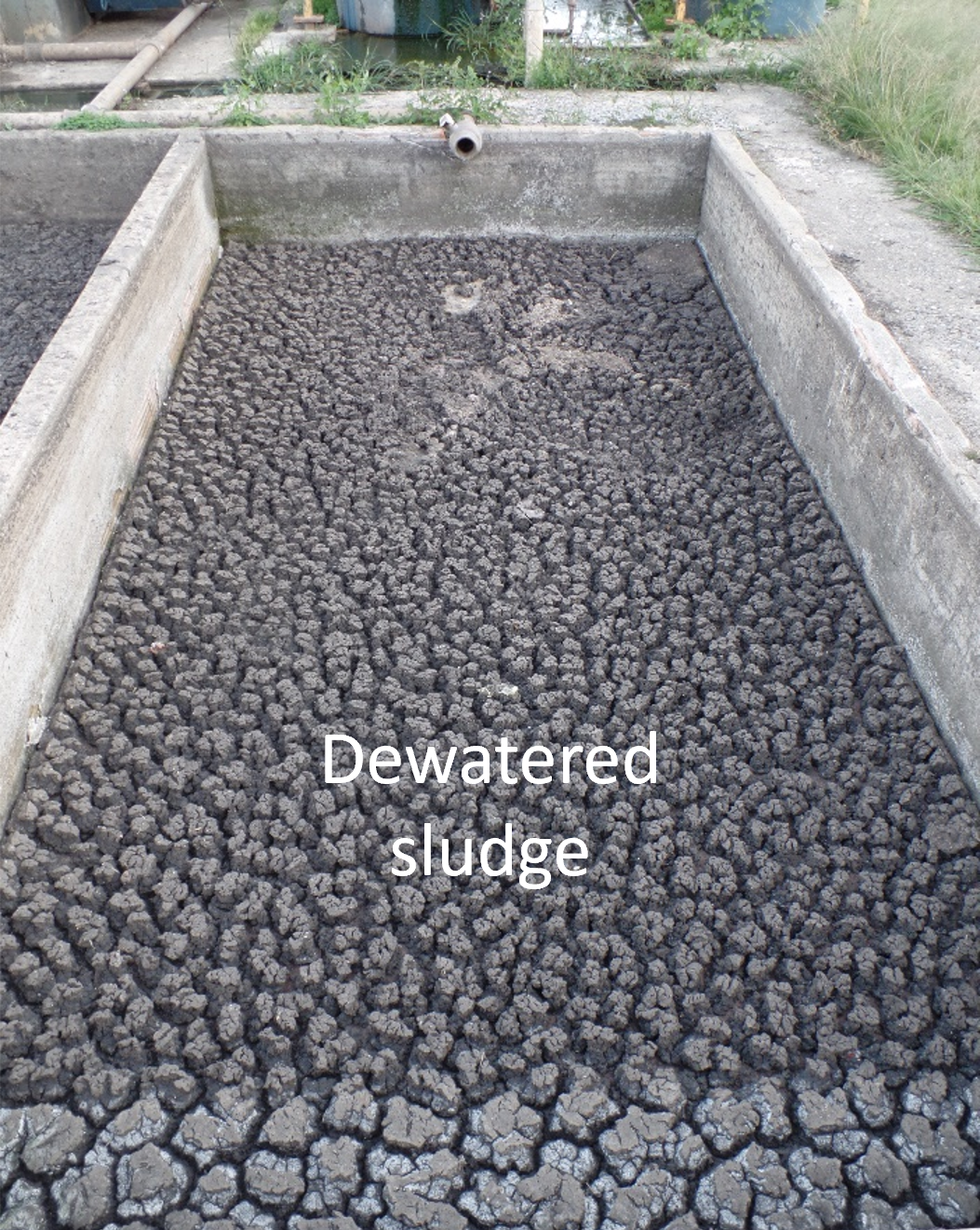
Giường phơi khô bùn cho xử lý bùn nước thải tại một nhà máy xử lý nhỏ tại Trung tâm Nghiên cứu và Đào tạo về Vệ sinh, Belo Horizonte, Brazil

### Tưới tiêu
Ngày càng nhiều người sử dụng nước thải đã qua xử lý hoặc thậm chí chưa qua xử lý để tưới tiêu các cây trồng. Các thành phố cung cấp thị trường lợi nhuận cho nông sản tươi, do đó rất thu hút đối với những người nông dân. Bởi vì nông nghiệp phải cạnh tranh với ngành công nghiệp và người dùng đô thị về nguồn nước ngày càng khan hiếm, thường không còn cách nào khác cho những người nông dân ngoài việc sử dụng trực tiếp nước bị ô nhiễm bởi nước thải để tưới cây trồng của họ. Việc sử dụng nước chứa đầy mầm bệnh theo cách này có thể gây ra nguy cơ sức khỏe đáng kể. Tổ chức Y tế Thế giới đã phát triển các hướng dẫn cho việc sử dụng an toàn nước thải vào năm 2006. Họ ủng hộ một phương pháp 'nhiều rào cản' đối với việc sử dụng nước thải, nơi người nông dân được khuyến khích thực hiện các hành vi giảm rủi ro khác nhau. Các biện pháp này bao gồm dừng tưới tiêu vài ngày trước khi thu hoạch để cho phép mầm bệnh chết dưới ánh nắng mặt trời, tưới nước một cách cẩn thận để không làm ô nhiễm lá cây có thể sẽ được ăn sống, rửa rau bằng chất khử trùng hoặc để phân bùn sử dụng trong nông nghiệp khô trước khi được sử dụng như phân người.

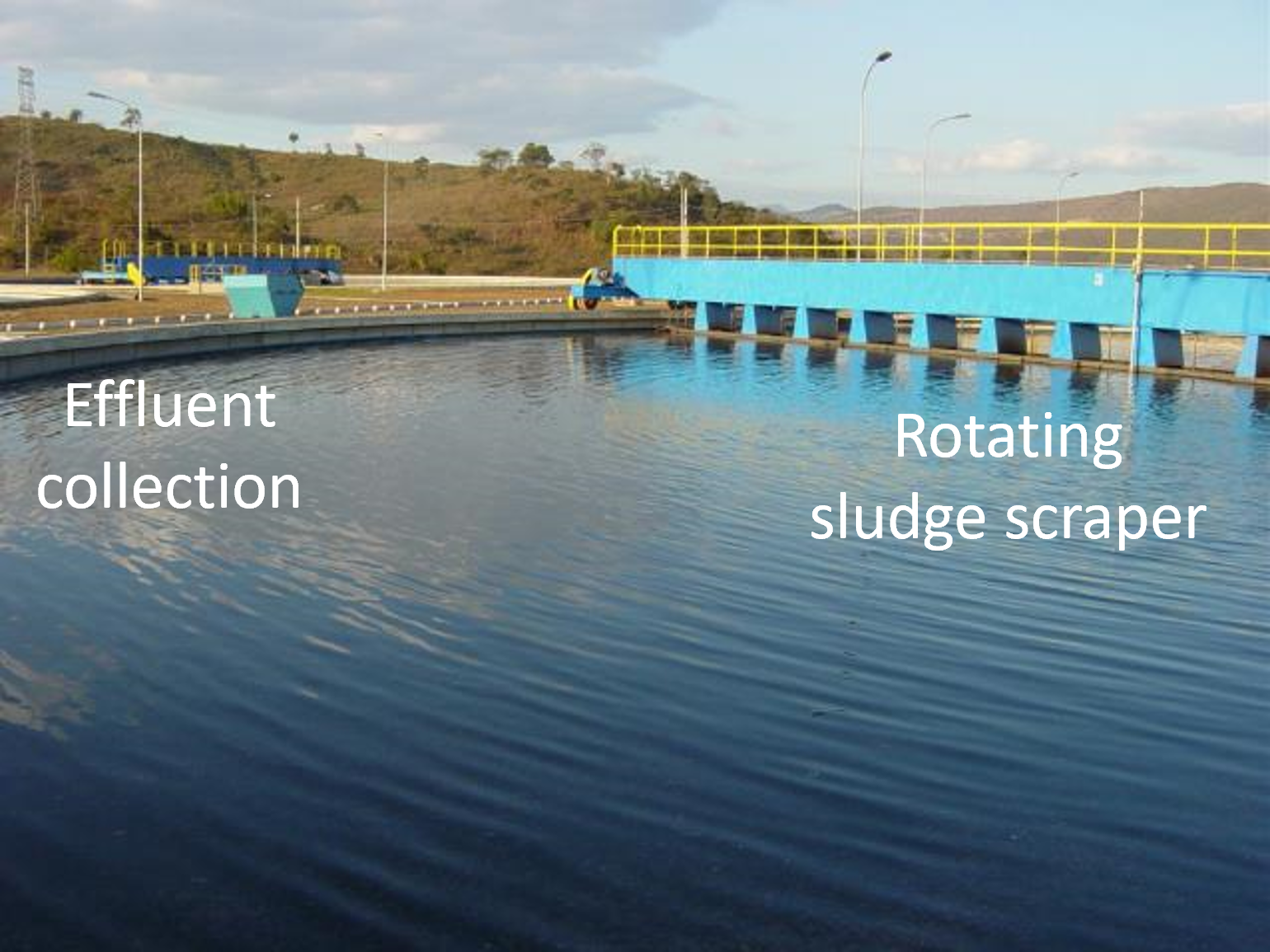
Bể kết tủa thứ cấp hình tròn tại nhà máy xử lý nước thải bùn hoạt tính tại Nhà máy Xử lý Arrudas, Belo Horizonte, Brazil

### Nước tái chế
Nước tái chế là quá trình chuyển đổi Nước thải đô thị (nước thải) hoặc Xử lý nước thải công nghiệp thành nước có thể được tái sử dụng cho nhiều mục đích khác nhau. Các loại tái sử dụng bao gồm: tái sử dụng đô thị, tái sử dụng nông nghiệp (tưới tiêu), tái sử dụng môi trường, tái sử dụng công nghiệp, tái sử dụng nước uống dự định, tái sử dụng nước thải de facto (tái sử dụng nước uống không dự định). Ví dụ, tái sử dụng có thể bao gồm tưới tiêu vườn và đồng ruộng nông nghiệp hoặc bổ sung nước mặt và nước ngầm (nghĩa là, tái nạp nước ngầm). Nước tái sử dụng cũng có thể được hướng đến việc đáp ứng các nhu cầu nhất định trong nhà ở (ví dụ: xả toilet), doanh nghiệp và công nghiệp, và thậm chí có thể được xử lý để đạt tiêu chuẩn nước uống. Việc tiêm nước tái chế vào hệ thống phân phối cung cấp nước được gọi là tái sử dụng nước uống trực tiếp, tuy nhiên, việc uống nước tái chế không phải là một thực hành thông thường. Việc tái sử dụng nước thải sau khi xử lý của đô thị cho tưới tiêu là một thực hành đã được thiết lập từ lâu, đặc biệt ở các nước khô hạn, máng xối. Việc tái sử dụng nước thải như một phần của quản lý nước bền vững cho phép nước tiếp tục là một nguồn nước thay thế cho các hoạt động con người. Điều này có thể giảm khan hiếm nước và giảm áp lực trên nước ngầm và các hệ thống nước tự nhiên khác.

## Theo quốc gia

### Tại Châu Âu
Tại Liên minh Châu Âu, 0,8% tổng năng lượng tiêu thụ được dùng cho các cơ sở xử lý nước thải. Liên minh Châu Âu cần đầu tư thêm 90 tỷ euro vào lĩnh vực nước và chất thải để đạt được mục tiêu năng lượng và khí hậu năm 2030.
Vào tháng 10 năm 2021, các thành viên của nghị viện tại Anh đã bỏ phiếu cho việc tiếp tục cho phép nước thải chưa được xử lý từ các cống thoát nước kết hợp được thải vào các con đường nước.
Chỉ thị Xử lý Nước thải Đô thị (tên đầy đủ "Chỉ thị Hội đồng 91/271/EEC ngày 21 tháng 5 năm 1991 về xử lý nước thải đô thị") là một Chỉ thị của Liên minh châu Âu liên quan đến việc thu gom nước thải đô thị, xử lý nước thải và việc thải, cũng như việc xử lý và thải "nước thải từ một số ngành công nghiệp". Chỉ thị được thông qua vào ngày 21 tháng 5 năm 1991. Mục tiêu của chỉ thị là "bảo vệ môi trường khỏi các tác động tiêu cực của việc thải nước thải đô thị và nước thải từ một số ngành công nghiệp" bằng cách yêu cầu thu gom và xử lý nước thải trong các khu dân cư đô thị với một dân số tương đương trên 2000, và xử lý tiên tiến hơn ở những nơi có dân số tương đương trên 10,000 trong các khu vực nhạy cảm.

### Hoa Kỳ
Cơ quan Bảo vệ Môi trường Hoa Kỳ (EPA) và các cơ quan môi trường tiểu bang thiết lập các tiêu chuẩn nước thải dưới luật Clean Water Act. Các nguồn Point source phải nhận giấy phép thải nước vào mặt nước thông qua Hệ thống loại trừ chất gây ô nhiễm quốc gia (NPDES). Các nguồn điểm bao gồm các cơ sở công nghiệp, chính quyền đô thị (nhà máy xử lý nước thải và hệ thống cống rãnh dẫn nước mưa), các cơ sở chính phủ khác như căn cứ quân sự, và một số cơ sở nông nghiệp, như các trại chăn nuôi. EPA thiết lập các tiêu chuẩn nước thải quốc gia cơ bản: "Quy định Xử lý Thứ cấp" áp dụng cho các nhà máy xử lý nước thải đô thị, và "Hướng dẫn về hiệu suất" là các quy định dành cho các loại cơ sở công nghiệp.